# Hegyi fehérlepke
A hegyi fehérlepke (Pieris bryoniae) a fehérlepkefélék családjába tartozó, Európában elterjedt lepkefaj. 

## Megjelenése
A hegyi fehérlepke szárnyfesztávolsága 3,4-4,8 cm. Elülső szárnyának csúcsa többé-kevésbé hegyes, a felső szegély a csúcs felé ellaposodik. Alapszíne fehér, fekete rajzolattal a szárnyak csúcsán, illetve szürkés behintéssel az erek mentén. A hím alapvetően fehér, az erek végén kis, fekete, háromszögletű foltokkal; ezek közül az m2 éren lévő folt nagy, az m3 végén lévő is általában még látható, de a cu1 végén álló csak ritkán, míg a cu2 éren legfeljebb csak vonalka látszik. A hátulsó szárnyon az erek vége szintén fekete, a szárnyak töve és a felső szegély fekete behintése erős. A hátulsó szárny fonákja fehéres-, zöldes-, szürkéssárga, a szélénél fehér foltokkal. Az erek mentén a fekete behintés széles, gyakran csíkokká fut össze. 
A nőstények fekete rajzait ritkább-sűrűbb szürke behintés köti össze, az elülső szárny alsó fekete pettyét pedig csaknem mindig fekete vonal köti össze a külső szegéllyel.
A két nemzedék között vannak kisebb eltérések, és nemzedéken belül a nőstény szürke behintésének intenzitása is változó.
Petéje sárga, orsó alakú, hosszában bordázott. 
Hernyója zöld, apró sötét pontokkal telehintve; oldalán sárga udvarú, kis, fekete pöttyökkel. Feje szürkészöld.

### Hasonló fajok
A repcelepke közeli rokona, néha hibridizálódik is vele. Hasonlít hozzá még a káposztalepke, a répalepke, a sziklai fehérlepke, a magyar fehérlepke is.

## Elterjedése
Európa, valamint Nyugat- és Közép-Ázsia hegyvidékein honos. Európában az Alpokban és a Kárpátokban, illetve az azokhoz kapcsolódó hegységekben (Jura, Magas-Tátra) fordul elő, Ázsiában pedig Anatóliában, a Kaukázusban, az Altajban és Tien-sanban élnek állományai. Magyarországon korábban a Mátrában, a Bükkben és a Tornai-karszton élt, de állományai megritkultak, majd hibridizálódtak a a repcelepkével. Hegyi fehérlepke-szerű hibridek a Mátra magasabb hegyein még előfordulnak.   

## Életmódja
1000 méternél magasabban fekvő hegyi rétek, legelők, tisztások, erdőszélek, sziklalejtők lepkéje. 
Évente egy (május végétől augusztus elejéig), alacsonyabban fekvő területeken (mint Magyarországon) két nemzedéke repül május-júniusban, illetve július-augusztusban. Hernyója korongpár-fajok (Biscutella spp.), Cardamine alpina, ikravirág-fajok (Arabis spp.), ternye-fajok (Alyssum spp.), tarsóka-fajok (Thlaspi spp.), holdviola-fajok (Lunaria spp.) leveleivel táplálkozik.
Magyarországon védett, természetvédelmi értéke 50 000 Ft.

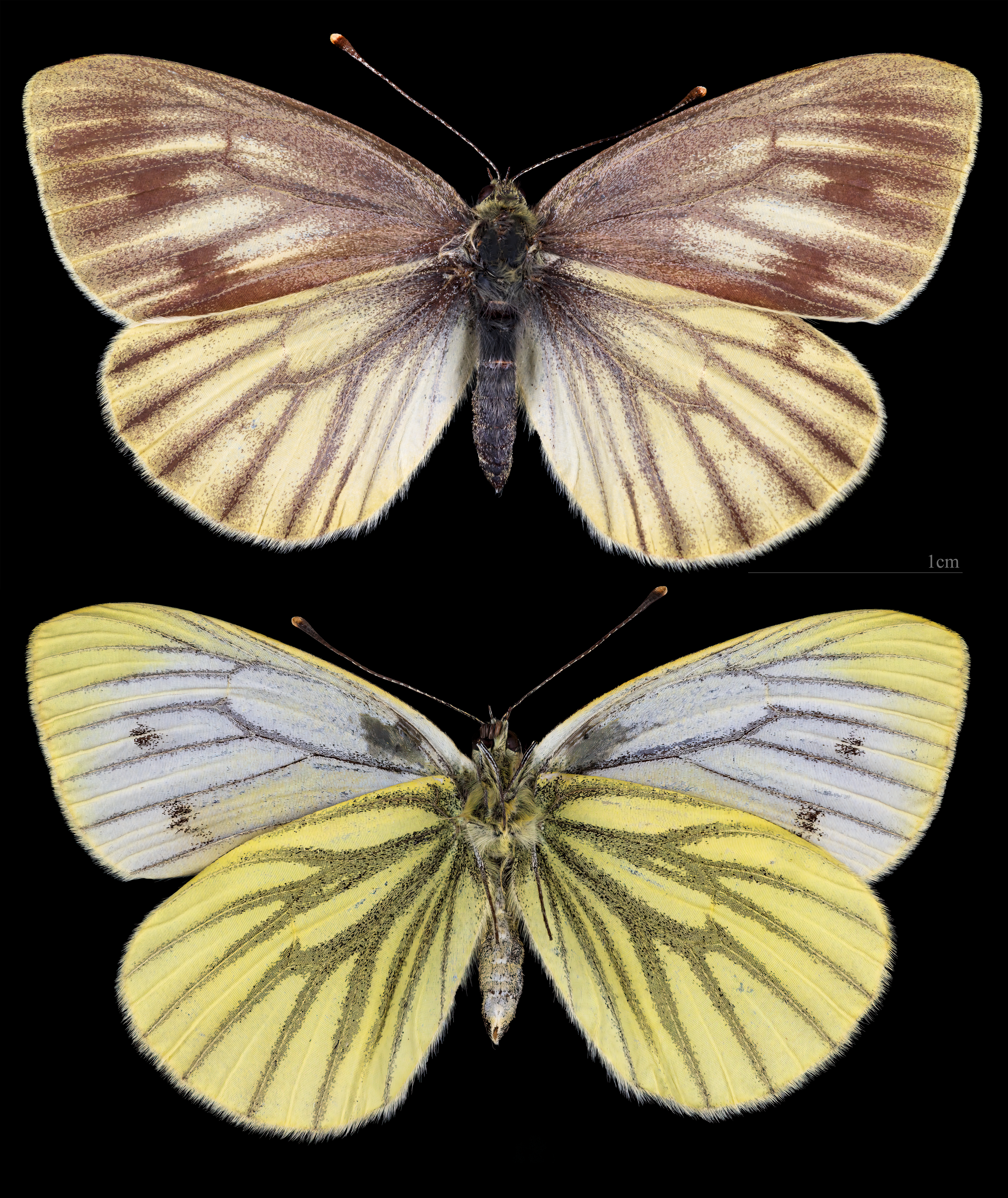
Nőstény hegyi fehérlepke
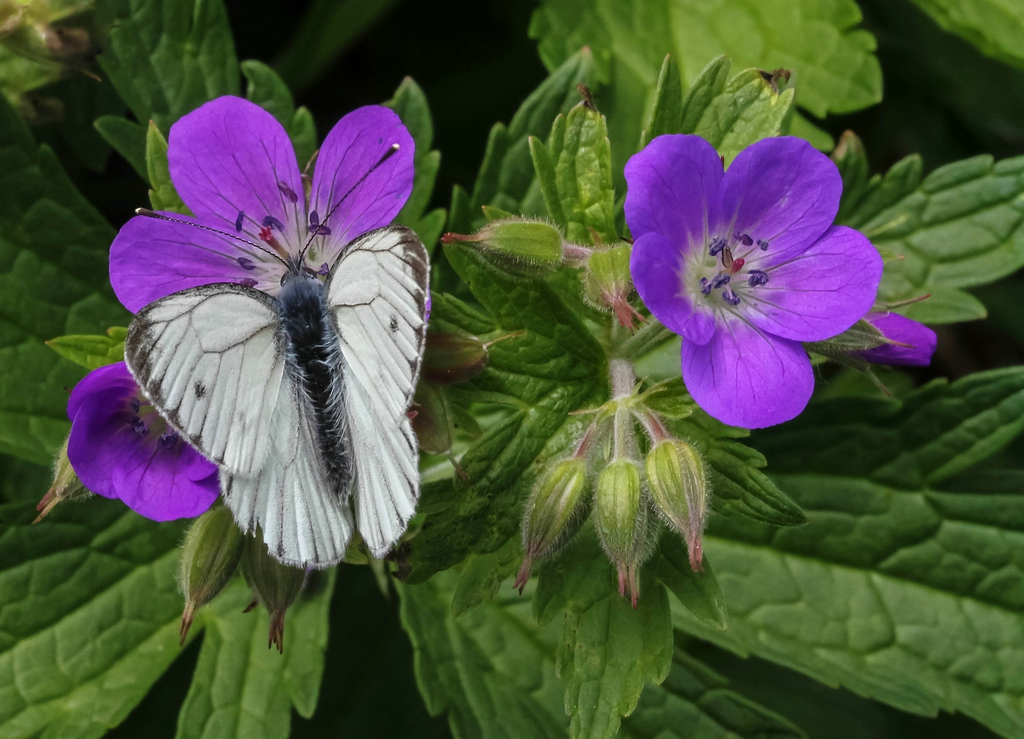
Hím
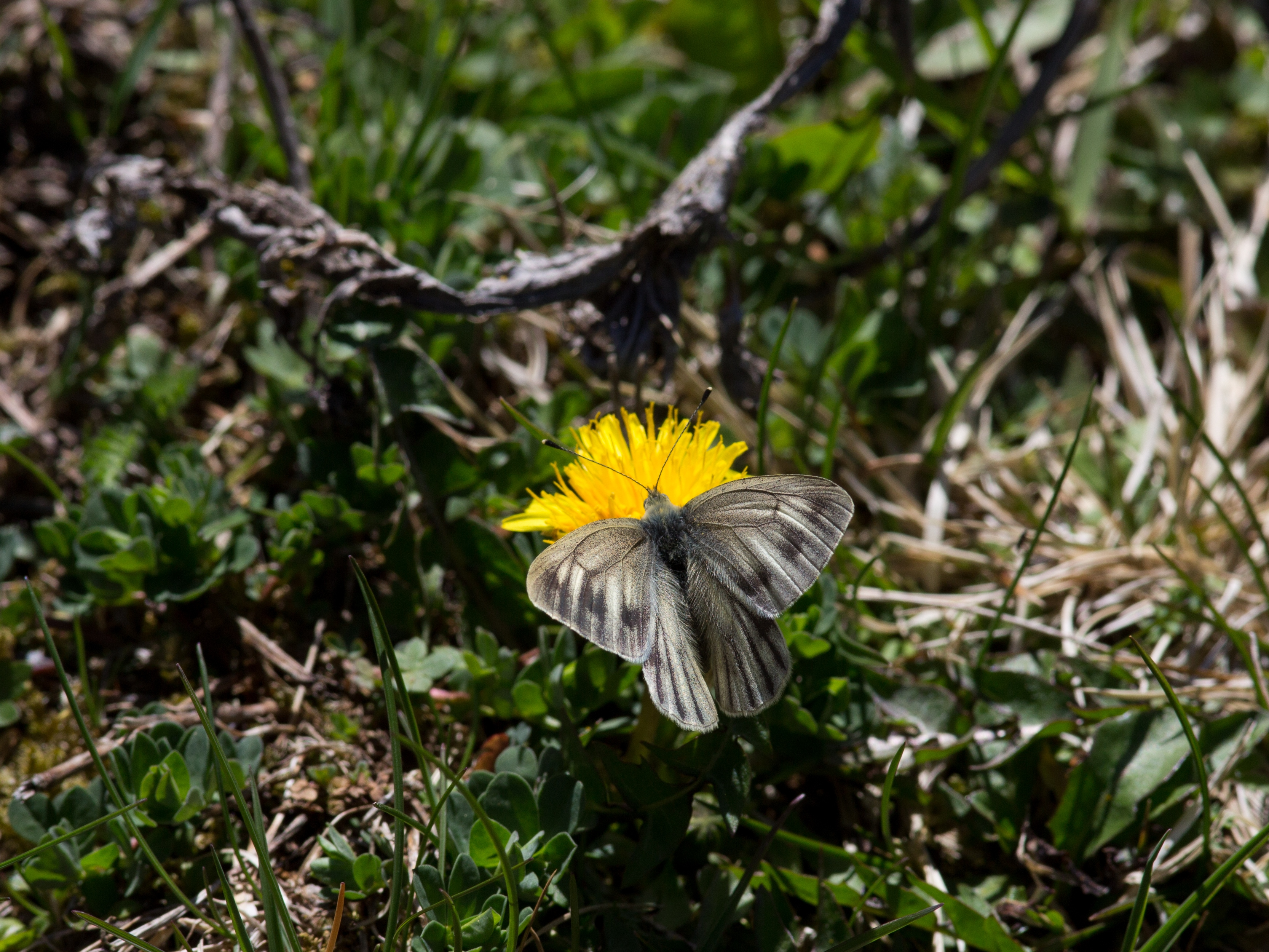
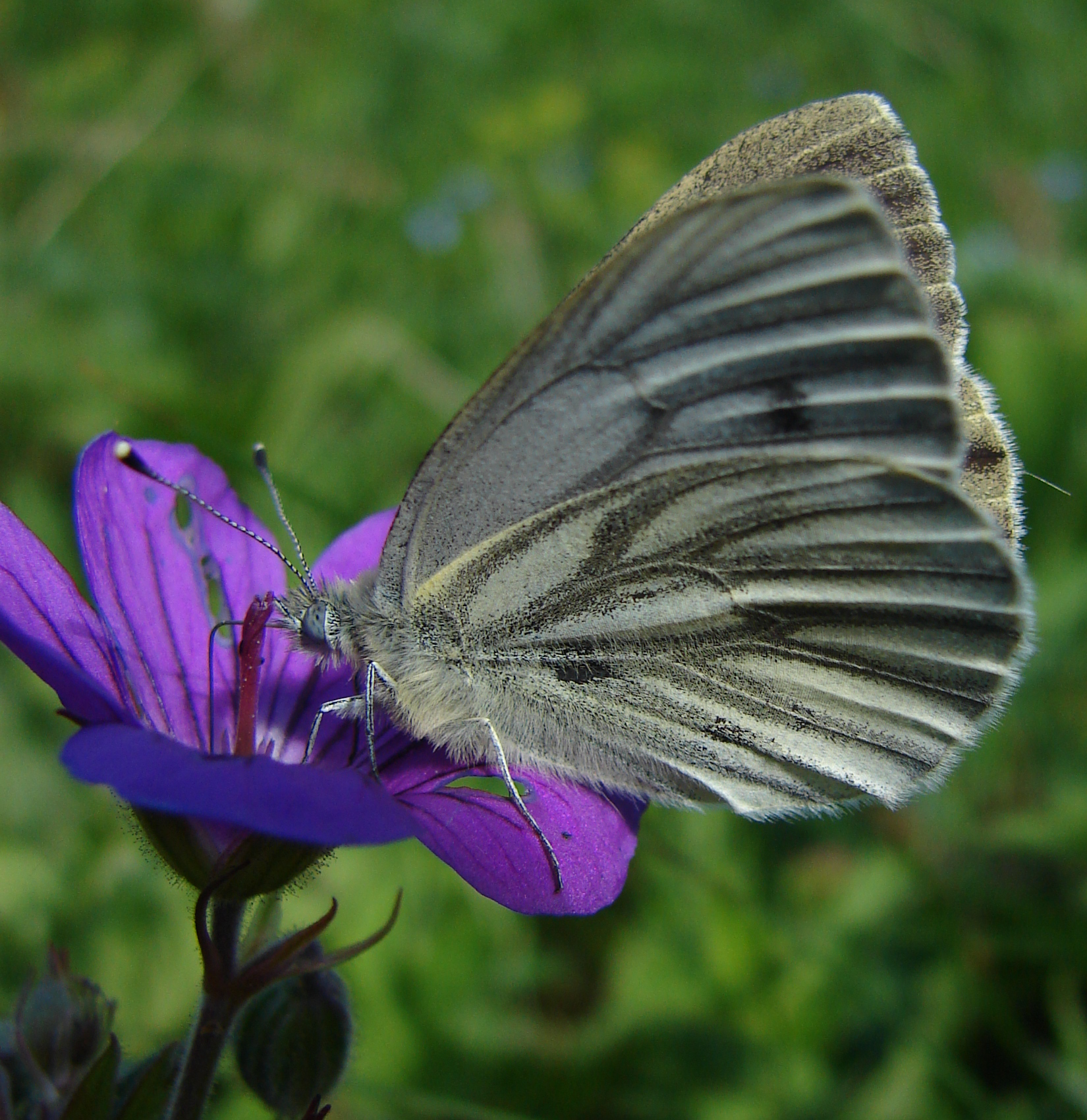
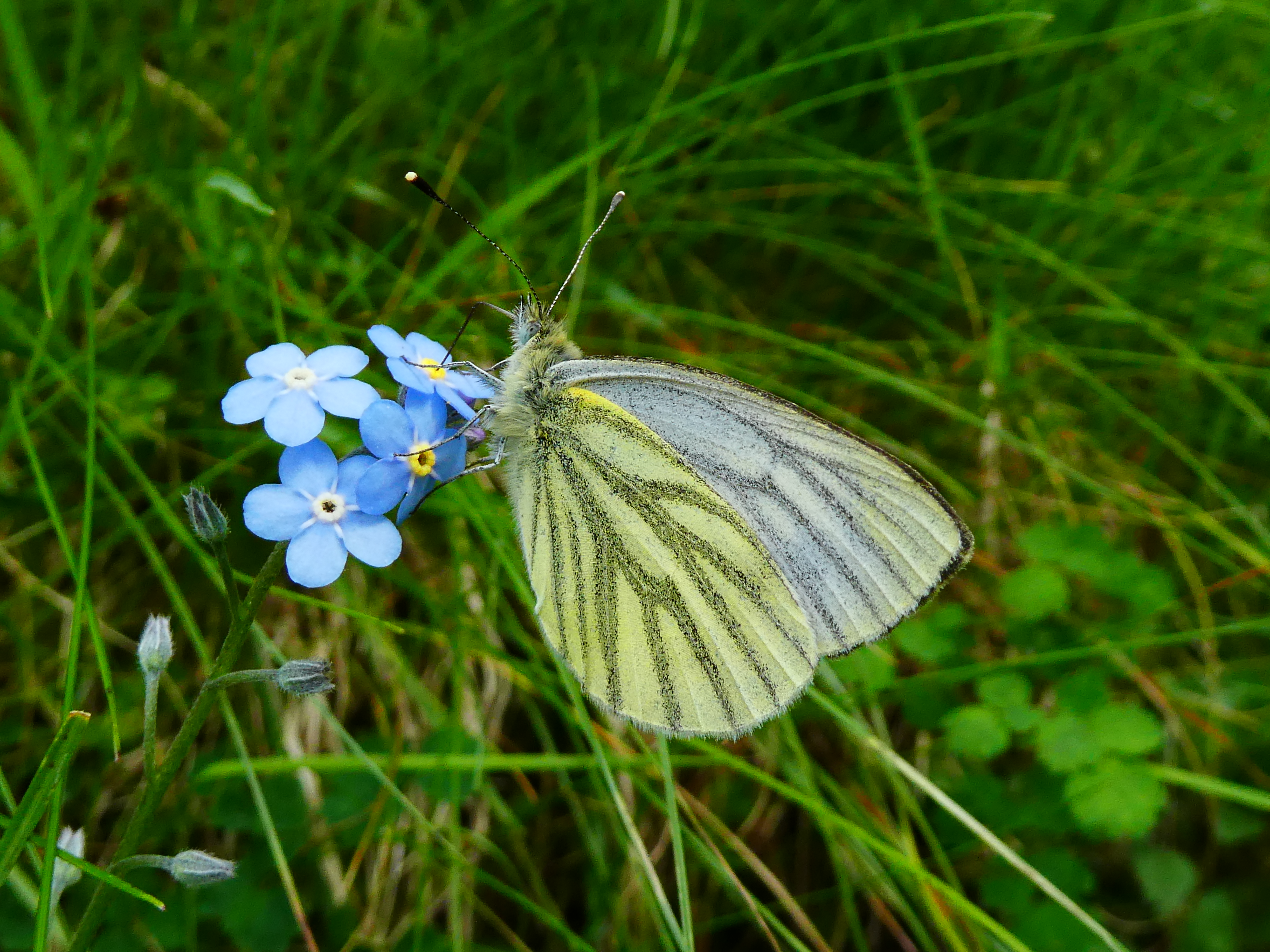